# Francisco Javier Gutiérrez
Francisco Javier Gutiérrez (Còrdova, Andalusia; 5 de juliol de 1973) és un director, productor i escriptor espanyol. Conegut principalment pels seus curtmetratges que han estat premiats a nombrosos festivals 

## Biografia
Es trasllada a Madrid per a estudiar dret. Durant la carrera, també, estudia interpretació, i produeix els seus primers curts en vídeo. Amb El Cuerpo (1998) i Brasil (2001) fa el salt als circuits de festivals internacionals on se l'identifica ràpidament amb un estil cinematogràfic de segell molt personal, i rep el premi al Screamfest, al Festival de Cinema d'Alcalá de Henares i al Festival Cinema Jove és nominat als de Fantasporto i Karlovy Vary.

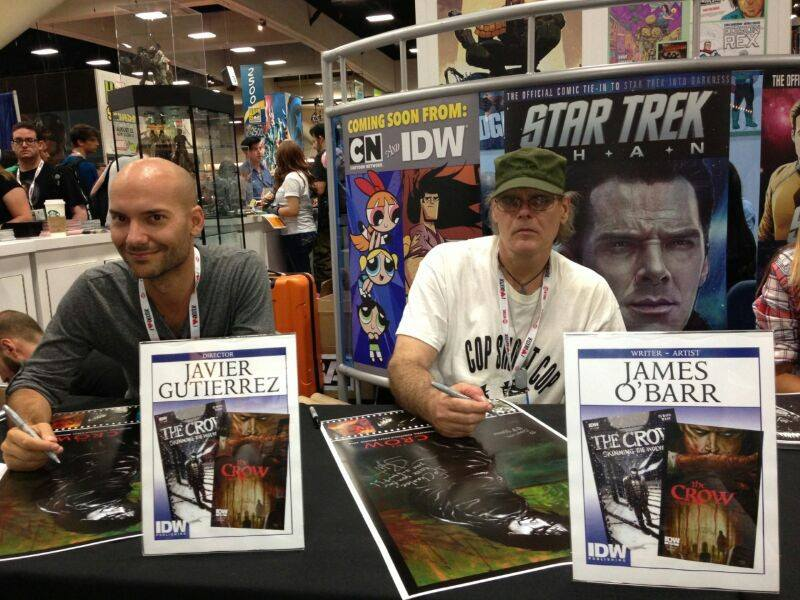
Javier Gutiérrez i James O'Barr al San Diego Comic-Con 2013

El 2001 Javier Gutiérrez crea la seva pròpia productora per a portar endavant projectes d'abast internacional. És llavors quan realitza el seu primer curtmetratge en 35mm, Brasil, estrenat en la Secció Oficial del Festival Internacional de Sitges, on és premiat amb el Premi al Millor Curtmetratge. Ja en 2002 és convidat pel programa de TVE Versión Española a dirigir una peça per a la sèrie Diminutos del Calvario. El fragment La habitación de Norman, un claustrofòbic homenatge a Psicosi, salta a les pàgines de revistes especialitzades en els Estats Units. Aquest mateix any guanya el Premi Universal Studios i es trasllada a Los Angeles. En 2007 rep una oferta de Antonio Banderas i Antonio Pérez per a dur a terme la seva primera pel·lícula, Tres días (2008) que entra en la Secció Oficial Panorama del Festival Internacional de Cinema de Berlín, acompanyat per la polèmica i la divisió dels crítics a causa de la violència del seu contingut.
L'any 2009, Javier es va traslladar de nou a Los Angeles a la recerca de nous projectes cinematogràfics. Tanmateix, el seu següent projecte, el llargmetratge Rings, no s'estrenarà fins 2017.

### Filmografia
- WC Columna de aseo (1996)
- El cuerpo 81999)
- Brasil (2002) - Director, guionista, productor, editor
- Habitación de Norman (2002) - Director, guionista, editor
- Tres días (2008) - Director, guionista
- Demonic (2015) - Coproductor
- Rings (2017) - Director
- La espera (2023)